# Zmarli w roku 1846
Lista osób zmarłych w 1846:

## luty 1846
- 21 lutego
  - Konstanty Słotwiński, polski prawnik, komisarz cyrkułowy, dyrektor Zakładu Narodowego im. Ossolińskich we Lwowie[1]
  - Ninkō (jap. 仁孝天皇 Ninkō tennō), 120. cesarz Japonii, sprawujący władzę od października 1817 r.[2]
- 27 lutego – Edward Dembowski, filozof, publicysta, polski działacz niepodległościowy[3]

## marzec 1846
- 17 marca – Friedrich Wilhelm Bessel, niemiecki astronom, matematyk i geodeta[4]

## kwiecień 1846
- 4 kwietnia – Leon Borowski, polski filolog, krytyk literacki[5]
- 6 kwietnia – Aleksander Kokular, polski malarz, pedagog i kolekcjoner[6]

## maj 1846
- 28 maja – Franciszek Ksawery Drucki-Lubecki, polski polityk[7]

## czerwiec 1846
- 1 czerwca – Grzegorz XVI, papież[8]

## lipiec 1846
- 16 lipca – Maria Magdalena Postel, francuska zakonnica, założycielka Zgromadzenia Ubogich Córek Miłosierdzia, święta katolicka[9]

## sierpień 1846
- 24 sierpnia – Adam Johann von Krusenstern, rosyjski admirał i podróżnik, jako pierwszy Rosjanin opłynął Ziemię[10]

## wrzesień 1846
- 16 września – Andrzej Kim Tae-gŏn, pierwszy ksiądz katolicki pochodzenia koreańskiego, męczennik, święty katolicki[11]
- 19 września – Karol Hyŏn Sŏng-mun, koreański męczennik, święty katolicki[11]
- 20 września
  - Piotr Nam Kyŏng-mun, koreański męczennik, święty katolicki[11]
  - Wawrzyniec Han I-hyŏng, koreański męczennik, święty katolicki[11]
  - Zuzanna U Sur-im, koreańska męczennica, święta katolicka[11]
  - Józef Im Ch’i-p’ek, koreański męczennik, święty katolicki[11]
  - Teresa Kim Im-i, koreańska męczennica, święta katolicka[11]
  - Agata Yi Kan-nan, koreańska męczennica, święta katolicka[11]
  - Katarzyna Chŏng Ch’ŏr-yŏm, koreańska męczennica, święta katolicka[11]

## listopad 1846
- 6 listopada – Karol Marcinkowski, polski lekarz, społecznik, filantrop, inicjator budowy hotelu Bazar w Poznaniu[12]
- 14 listopada – Edmund Wasilewski, polski poeta, nauczyciel, piewca Krakowa[13]